# Automolus leucophthalmus
Automolus leucophthalmus là một loài chim trong họ Furnariidae.